# Euro Cup féminine de la LEN 2022-2023
Navigation
2021-2022 2023-2024
La Coupe d'Europe LEN féminine 2022-2023 est la 24e édition de la seconde compétition européenne pour les clubs de water-polo féminin. Organisée par la LEN, elle met aux prises 16 équipes européennes de water-polo.
Le vainqueur se qualifiera pour la Supercoupe de la LEN 2024 ainsi que pour la Ligue des champions 2023-2024.
Dans une finale 100% hongroise, elle est remportée par l'UVSE aux dépens du Ferencvárosi TC.

## Présentation

### Modalités
La compétition commence par une phase préliminaire où les équipes sont réparties en quatre groupes de cinq équipes. Les matchs sont joués lors d'un tournoi chez une équipe hôte et les équipes de chaque groupe se rencontrent une fois. Les trois meilleures équipes de chaque groupe se qualifient pour la suite de la compétition : une phase de groupes de quatre équipes avec la même formule que le tour précédent.
Le classement lors de ces phases de groupes est calculé avec le barème de points suivant :
- la victoire vaut trois points,
- le match nul vaut un point,
- la défaite vaut zéro point.

La phase à élimination directe comprend trois tours se jouant en match aller/retour : les quarts de finale, les demis-finale et la finale. En quart de finale, le 2e d'un groupe affronte le 1er de l'autre groupe en matchs aller-retour.

### Calendrier
| Nom              | Dates                         | Nombre de participants |
| ---------------- | ----------------------------- | ---------------------- |
| Phase de groupes | du 13 au 15 janvier 2023      | 16                     |
| Quarts de finale | 28 janvier et 11 février 2023 | 8                      |
| Demis-finale     | 25 février et 11 mars 2023    | 4                      |
| Finale           | 25 et 29 mars 2023            | 2                      |

## Phase de groupes
Les équipes terminant aux deux premières places de leur poule sont directement qualifiées pour les quarts de finale.

### Groupe A
Le tournoi se joue à Le Pirée au Grèce.
|   | Équipe                | Pts | J | G | N | P | Bp | Bc | Diff |  | Résultats (dom.\ext.) | Le P. | Egr.  | Nic. | Sir. |
| - | --------------------- | --- | - | - | - | - | -- | -- | ---- |  | --------------------- | ----- | ----- | ---- | ---- |
| 1 | Olympiakos Le PiréeH  | 9   | 3 | 3 | 0 | 0 | 53 | 23 | 30   |  | Olympiakos Le PiréeH  |       | 12-11 | 15-9 | 26-3 |
| 2 | Egri VK               | 6   | 3 | 2 | 0 | 1 | 57 | 24 | 33   |  | Egri VK               | -     |       | 18-9 | -    |
| 3 | Olympic Nice Natation | 3   | 3 | 1 | 0 | 2 | 34 | 37 | -3   |  | Olympic Nice Natation | -     | -     |      | 16-4 |
| 4 | Sirens ASC Malta      | 0   | 3 | 0 | 0 | 3 | 10 | 70 | -60  |  | Sirens ASC Malta      | -     | 3-28  | -    |      |

### Groupe B
Le tournoi se joue à Mulhouse au France.
|   | Équipe               | Pts | J | G | N | P | Bp | Bc | Diff |  | Résultats (dom.\ext.) | Fer. | USVE | Mul. | Nan. |
| - | -------------------- | --- | - | - | - | - | -- | -- | ---- |  | --------------------- | ---- | ---- | ---- | ---- |
| 1 | Ferencvárosi TC      | 9   | 3 | 3 | 0 | 0 | 53 | 22 | 31   |  | Ferencvárosi TC       |      | -    | -    | -    |
| 2 | UVSE                 | 6   | 3 | 2 | 0 | 1 | 42 | 20 | 22   |  | UVSE                  | 8-10 |      | -    | -    |
| 3 | Mulhouse Water-PoloH | 3   | 3 | 1 | 0 | 2 | 26 | 40 | -14  |  | Mulhouse Water-PoloH  | 5-18 | 6-17 |      | 15-5 |
| 4 | ASPTT Nancy          | 0   | 3 | 0 | 0 | 3 | 18 | 57 | -39  |  | ASPTT Nancy           | 9-25 | 4-17 | -    |      |

### Groupe C
Le tournoi se joue à Lille au France.
|   | Équipe                      | Pts | J | G | N | P | Bp | Bc | Diff |  | Résultats (dom.\ext.)       | Vou.  | Lil. | ZVL   | Spa. |
| - | --------------------------- | --- | - | - | - | - | -- | -- | ---- |  | --------------------------- | ----- | ---- | ----- | ---- |
| 1 | NÓ Vouliagménis             | 9   | 3 | 3 | 0 | 0 | 60 | 29 | 31   |  | NÓ Vouliagménis             |       | -    | -     | 23-8 |
| 2 | Lille Métropole Water-PoloH | 6   | 3 | 2 | 0 | 1 | 51 | 33 | 18   |  | Lille Métropole Water-PoloH | 15-19 |      | 16-7  | 20-7 |
| 3 | ZVL 1886                    | 3   | 3 | 1 | 0 | 2 | 28 | 46 | -18  |  | ZVL 1886                    | 6-18  | -    |       | -    |
| 4 | Wasserfreunde Spandau 04    | 0   | 3 | 0 | 0 | 3 | 27 | 58 | -31  |  | Wasserfreunde Spandau 04    | -     | -    | 12-15 |      |

### Groupe D
Le tournoi se joue à Porto au Portugal.
|   | Équipe               | Pts | J | G | N | P | Bp | Bc | Diff |  | Résultats (dom.\ext.) | Pad. | Ter. | Zaa. | Pac. |
| - | -------------------- | --- | - | - | - | - | -- | -- | ---- |  | --------------------- | ---- | ---- | ---- | ---- |
| 1 | CS Plebiscito Padova | 6   | 3 | 2 | 0 | 1 | 49 | 29 | 20   |  | CS Plebiscito Padova  |      | -    | 8-10 | -    |
| 2 | CN Terrassa          | 6   | 3 | 2 | 0 | 1 | 46 | 20 | 26   |  | CN Terrassa           | 7-11 |      | -    | -    |
| 3 | ZV De Zaan           | 6   | 3 | 2 | 0 | 1 | 53 | 25 | 28   |  | ZV De Zaan            | -    | 6-10 |      | -    |
| 4 | CA PacenseH          | 0   | 3 | 0 | 0 | 3 | 13 | 96 | -83  |  | CA PacenseH           | 3-30 | 3-29 | 7-37 |      |

Les 3 premières équipes sont départagées à la différence de buts particulières : CS Plebiscito Padova (+2), CN Terrassa (0) et ZV De Zaan (-2).

## Phase à élimination directe

### Quarts de finale
Les quarts de finale aller ont eu lieu le 11 février et les matchs retour ont eu lieu la semaine suivante, le 25 février 2023.
| Équipe               | Aller   | Total                         | Retour  | Équipe                     |
| -------------------- | ------- | ----------------------------- | ------- | -------------------------- |
| Olympiakos Le Pirée  | 10 – 10 | 19 – 23                       | 9 – 13  | UVSE                       |
| Egri VK              | 12 – 15 | 30 – 30 (5-4 aux tirs au but) | 14 – 11 | NÓ Vouliagménis            |
| Ferencvárosi TC      | 7 – 9   | 21 – 18                       | 14 – 9  | CN Terrassa                |
| CS Plebiscito Padova | 12 – 10 | 23 – 15                       | 11 – 5  | Lille Métropole Water-Polo |

#### Demi-finales
| Équipe          | Aller   | Total   | Retour | Équipe               |
| --------------- | ------- | ------- | ------ | -------------------- |
| UVSE            | 12 – 12 | 22 – 18 | 10 - 6 | Egri VK              |
| Ferencvárosi TC | 12 – 9  | 19 – 18 | 7 – 9  | CS Plebiscito Padova |

#### Finale
| Équipe | Aller | Total   | Retour | Équipe          |
| ------ | ----- | ------- | ------ | --------------- |
| UVSE   | 8 – 9 | 21 - 18 | 13 – 9 | Ferencvárosi TC |